# Kirche Lindau (Anhalt)

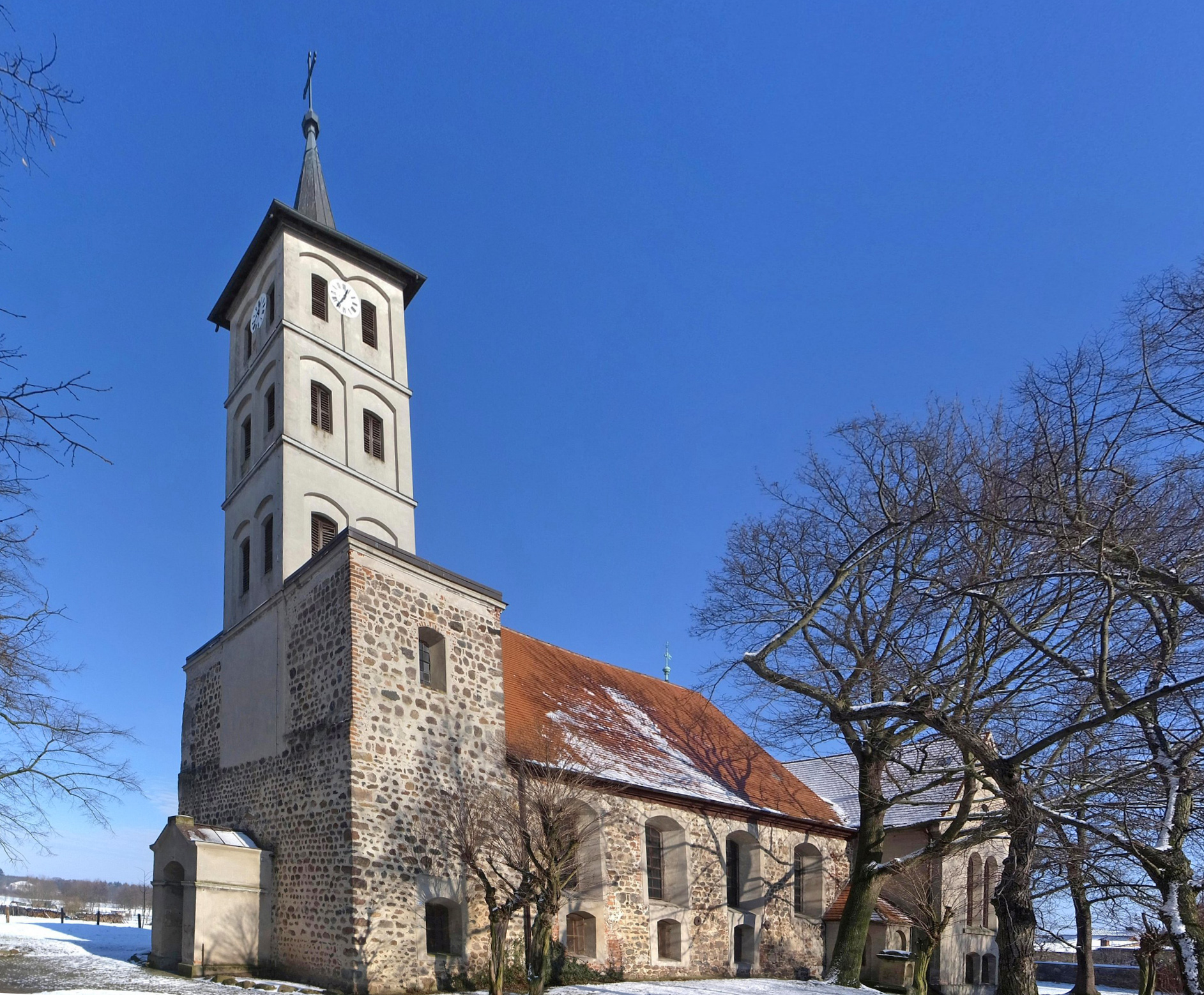
Pfarrkirche Lindau

Die evangelische Kirche Lindau ist eine im Kern spätromanische Saalkirche im Ortsteil Lindau von Zerbst/Anhalt im Landkreis Anhalt-Bitterfeld in Sachsen-Anhalt. Sie gehört zur Kirchengemeinde Zerbst-Lindau im Kirchenkreis Zerbst der Evangelischen Landeskirche Anhalts. Das Kirchengebäude steht seit den 1970er Jahren unter Denkmalschutz.

## Geschichte und Architektur
Die Kirche ist ein spätromanisches Feldsteinbauwerk aus dem 12. Jahrhundert (Erstbau um 1160 bis 1170) mit eingezogenem quadratischem Chor, der Apsis und einem schmalen Westquerriegel etwa in Schiffshöhe. Im Jahr 1308 wurde das Gotteshaus erstmals urkundlich erwähnt.
Im 17. Jahrhundert kam es mehrfach durch Brand und Blitzschlag zu Schäden an dem Bauwerk, die die Christengemeinde immer wieder reparieren ließ.
Im Zeitraum 1860 bis 1863 erfolgten barockisierende Um- und Erweiterungsbauten, bemerkenswert vor allem war der Aufbau eines dreigeschossigen, quadratischen, verputzten Turms mit einem ins Achteck überführten Zeltdach, der auf dem romanischen schiffsbreiten Turmunterbau ruht. Auch die Fenster wurden verändert. Die Änderungen führten zu der heutigen äußeren Gestalt des Kirchengebäudes. 
An der südlichen Schiffs- und Turmwand sind verschiedene vermauerte Bogenöffnungen erkennbar, die Baufachleute einem ehemals vorhandenen Seitenschiff zuordnen. Am Übergang vom Turm zum Schiff sind beiderseits vermauerte romanische Öffnungen erkennbar. An der Apsis sind noch Reste von Putzquaderungen aus dem 18. Jahrhundert zu sehen; zu dieser Zeit wurden vermutlich auch die rundbogigen Fenster vergrößert. Im Jahr 1893 wurden südlich und nördlich giebelständige zweigeschossige Chornebenbauten angefügt.
Innen ist der Raum an drei Seiten von einer Empore eingefasst. Am Triumph- und Apsisbogen sind vermutlich im 19. Jahrhundert überarbeitete spätromanische Kämpfer erkennbar. In der Apsis ist eine spätgotische Sakramentsnische aus Sandstein eingelassen, die in der Rahmung Drei- und Vierpassformen zeigt und durch eine Holztür verschlossen ist.

## Ausstattung
Hauptstücke der Ausstattung sind der Hochaltar mit einem hölzernen Altaraufsatz aus dem 18. Jahrhundert mit einer achteckigen Mitteltafel mit einer Darstellung der Kreuzabnahme, darüber ein Akanthusmedaillon mit gesprengtem Giebel. Vermutlich aus einem anderen Zusammenhang stammen die bekrönenden Figuren der Maria, des Salvator mundi und Johannes des Evangelisten.
Die steinerne Taufe mit der Jahreszahl 1689 besteht aus einem sechseckigen Becken mit Engelsköpfchen; der Fuß ist aus Voluten gebildet; der hohe laternenartige Deckel aus Holz zeigt die Taufe Christi zwischen gewundenen Säulen, darüber eine zweite Laterne mit einer Engelsfigur als Bekrönung.
Die schlichte hölzerne Kanzel ist auf das Jahr 1578 datiert; die Gemälde der Evangelisten und Christi als Salvator mundi in den Füllungen stammen wohl aus dem 18. Jahrhundert.
Mehrere Grabsteine und Epitaphien sind erhalten:
- in der Sakristei ein Pfarrergrabstein von 1267[1] mit einer Figur in Ritzzeichnung und ein Epitaph für den Theologen Georg Möhring († 1673) aus dem Jahr 1717,
- im Chor an der Südwand ein barockes Epitaph für Anna Catharina Heise geborene Ruhdin († 1672) mit Inschriftkartusche zwischen Weinlaubsäulen und Wappen,
- ein Sandsteinepitaph für Nicolaus von Wal(l)witz († 1560) und seine Gattin Katharina geborene Brandis († 1571) mit lebensgroßen Figuren der Verstorbenen in kräftigem Relief zwischen einer Pilasterarchitektur mit Wappenschmuck in der Bekrönung,
- an der Nordseite zwei Figurengrabsteine für Karl von Lattorf († 1578) und Anna von Lattorf, geborene von Staupitz, († 1580),
- im nördlichen Chornebenbau zwei zusammengehörige Inschriftgrabsteine für Victor Heise († 1688) und seine Gattin Anna Catharina, geborene Ruhdin, († 1672),
- unter der Orgelempore ein Inschriftgrabstein für die Prediger M. Gottfried Aldmann († 1731) und Ernst Gottfried Aldmann († 1729).

Eine Bronzeglocke vom Anfang des 14. Jahrhunderts ist erhalten. Die Orgel ist ein Werk aus dem Jahr 1861 vom Orgelbauer Hoff aus Dessau. Sie wurde 1961 von der Potsdamer Firma Alexander Schuke restauriert.
In den Jahren 2016 bis 2020 veranlasste die Kirchengemeinde eine komplette Erneuerung aller Kirchenfenster nach Entwürfen der Künstlerin Christine Triebsch, die als Bleiverglasung ausgeführt wurden. Sie ließ sich von den Formen einfacher Einzeller inspirieren, die den Beginn des Lebens symbolisieren. Drei Apsisfenster und mehrere Fenster für die Längswände des Hauptschiffes entstanden in modernster Technologie. Die Werkstatt Glasmalerei Peters aus Paderborn führte die Arbeiten aus.